# Eggby-Istrums distrikt
Eggby-Istrums distrikt är ett distrikt i Skara kommun och Västra Götalands län. 
Distriktet ligger nordost om Skara. 

## Tidigare administrativ tillhörighet
Distriktet inrättades 2016 och utgörs av socknarna Eggby och Istrum i Skara kommun.
Området motsvarar den omfattning Eggby-Istrums församling hade 1999/2000 och fick 1992 när socknarnas församlingar slogs samman.